# دهستان قلعه خواجه
دهستان قلعه خواجه نام گذشته شهر قلعه خواجه در بخش مرکزی شهرستان اندیکا، استان خوزستان در ایران است.

## جمعیت
براساس سرشماری مرکز آمار ایران در سال ۱۳۹۵، جمعیت آن ۵۰۰۰ نفر ۱۲۱۸ خانوار) بوده‌است. قلعه خواجه در سال ۱۳۸۸ با اعلام افزایش جمعیت و تأثیر گذاری بالا در سطح شهرستان به شهر قلعه خواجه ارتقا یافت.